# Geografía de las Islas Caimán

Mapa político de las islas Caimán.

Las islas Caimán es un país y territorio británico de Ultramar localizado en el mar Caribe. El archipiélago está formado por tres islas: Gran Caimán, Cayman Brac y Little Cayman. George Town es la capital de la nación y está situada a 438 km al sur de La Habana, Cuba. y a 504 km de Kingston, Jamaica. Las coordenadas geográficas son 19.300° norte, 81.383° oeste.
Tienen un área de 264 km² (aproximadamente 1,5 veces el tamaño de Washington D. C.) y 3 km² más que Saint Kitts and Nevis. El litoral comprende una distancia de 160 km. Actualmente las Caimán exigen la soberanía de 200 millas náuticas (370,4 km) para uso exclusivo de pesca y 12 de mar (22,2 km).

## Geología
Las islas están ubicadas en un punto alto que forma parte del margen norte de la Fosa de las Caimán. La fosa es el lugar más profundo del Caribe y marca las placas tectónicas de Norte América con la del Caribe. La cuesta se extiende desde el sureste de Cuba al norte de la fosa hacia Costa Rica con el resultado de formación de islas paleozonicas hasta eoceonicas con archipiélagos de origen volcánicos en la extinta zona de subducción. El terreno está formado por piedra caliza y dolomía originadas durante la era posterior al mioceno.

## Climatología
El clima de las Islas Caimán es de tropical costero con veranos húmedos y cálidos y precipitaciones frecuentes y clima seco en invierno.
El principal peligro de la zona son los ciclones tropicales que se forman durante la temporada de huracanes del Atlántico desde julio a noviembre.

## Medio ambiente y recursos naturales
La importante preocupación de los isleños es la falta de recursos de agua dulce. El agua de la que beben los ciudadanos procede de la recogida de lluvias y posterior desalinización. Cabe destacar que la deforestación de recursos naturales para incrementar la economía turística y la construcción de nuevas edificaciones se está convirtiendo en la principal preocupación para los nativos.
Los principales recursos económicos son la pesca y el turismo internacional. En cuanto a terreno de cultivo, un informe de 2005 estimó que el uso para la agricultura es de un 3,5 %.